# Atmosphere (album Atmosphere)
Atmosphere – debiutancki album polskiego zespołu rockowego Atmosphere. Został wydany w 1997 roku.

## Lista utworów
1. "Wielka przyprawa" – 5:12
2. "Pływ" – 4:33
3. "Wyrzucenie" – 4:46
4. "Atmosphere" – 5:25
5. "Nie wiem" – 5:15
6. "Zamykam oczy" – 4:27
7. "River" – 4:43
8. "Niewielki skrawek ziemi" – 5:02
9. "..." – 0:33
10. "Marcin Rozynek fire" – 2:52
11. "Grzyb" – 5:00
12. "Drifting" – 6:41
13. "Poor" – 1:32
14. "Fire (acoustic)" – 2:51
15. "I close my eyes (bonus)" – 4:26

## Twórcy
- Waldemar Dąże – gitara
- Dariusz Matuszewski – perkusja
- Marcin Rozynek – wokal, gitara
- Łukasz Wachowiak – gitara basowa
- Aleksander Wnukowski – instrumenty klawiszowe
- Bronisław Madziar – wiolonczela
- Łucja Madziar – skrzypce, wokal
- Ryszard Sarbak – trąbka
- Zbigniew Wrombel – kontrabas